# Асоціація футболу міста Києва
Асоціація футболу міста Києва — міська громадська спортивна організація. Є колективним членом Української асоціації футболу. 

## Історія
Організований футбол у Києві бере свій початок з 1900-х років. Уперше футбольні матчі в місті зафіксовано 1900 року на Сирці, де грали, зокрема, працівники заводу Ґретера і Криванека — переважно чехи, які створили одну з перших спортивних організацій Києва — товариство «Югъ», перейменоване 1908 року на «Сокіл». У 1907 році створено перший впорядкований футбольний майданчик при Київському політехнічному інституті, а в 1909 — офіційно засновано «Спортивно-гімнастичний гурток при Політехнічному інституті», чия футбольна команда швидко стала однією з провідних у місті.
7 жовтня 1911 року (за новим стилем) у Києві було створено Київську футбольну лігу (КФЛ) — перший офіційний орган, що опікувався організованим футболом у місті. Головою КФЛ став викладач КПІ М.О. Тананаєв, а секретарем — А.П. Вешке. Перший чемпіонат Києва стартував 14 жовтня 1911 року, а переможцем стала команда Політехнічного інституту. Головним трофеєм був перехідний Кубок Вешке, виготовлений з фамільного срібла німецької родини Вешке.
У листопаді 1911 року сформовано першу збірну команду Києва, яка перемогла збірну Харкова з рахунком 3:0.

## Турніри
- Чемпіонат Києва з футболу
- Кубок Києва з футболу
- Першість Києва з футболу
- дитячо-юнацькі турніри

## Голови
- Тананаєв М.О. (1911–1914)
- Хавчин С.І. (1946–1966)
- Синиця С.М. (1946–1966)
- Францев П.Г. (1966–1990)
- Мунтян В.Ф. (1990–1992)
- Щербак С.В. (1992–2000)
- Шепель А.М. (2000–2002)
- Гуриненко М.Т. (2002–2006)
- Кочетов І.М. (з 2006)